# Szibériai macska
A szibériai macska őse számos hosszú szőrű macskafajtának, mint például a perzsáknak is. Körülbelül 1000 évvel ezelőtt alakult ki ez a fajta, bár pontosan nem tudják, mikor jelent meg az első ilyen mutáció. Leggyakrabban az oroszországi Szentpétervár környékén fordult elő. Ebből lehet következtetni arra, hogy a fajta is erről a vidékről származik. A bunda erős megvastagodása a rendkívül hideg, zord időjárásnak köszönhető.

## Eredet
Észak-Oroszországban, Szentpétervár környékén alakult ki ez a fajta.

## Ősei
A fajtátlan hosszú szőrű macskák.

## Fajtái
Leggyakrabban a cirmos rajzolat fordul elő a fajtán belül. Ennek oka valószínűleg a vadmacskákkal történt gyakori kereszteződés. Legismertebb, és leggyakrabban előforduló a barna pettyes-fehér tarka változat.

### Jellemzői
A fehér bundarész közül kiemelkedik a pettyescirmos mintázat. A feje kerek, és szélesebb. Szőre a születését követően rövid, a vezérszőrök három hónapos koráig nem nőnek ki. Szőrzete hosszú, vízálló, jellemzője a fényes fedő, illetve a sűrű aljszőrzet. Az arc oldalán, illetve a füle belsejében hosszú szőr található. Törzse izmos, hosszúkás, lábai erősek. Okos és mozgékony állat. Rövid szőrű változata nem létezik.

## Képek

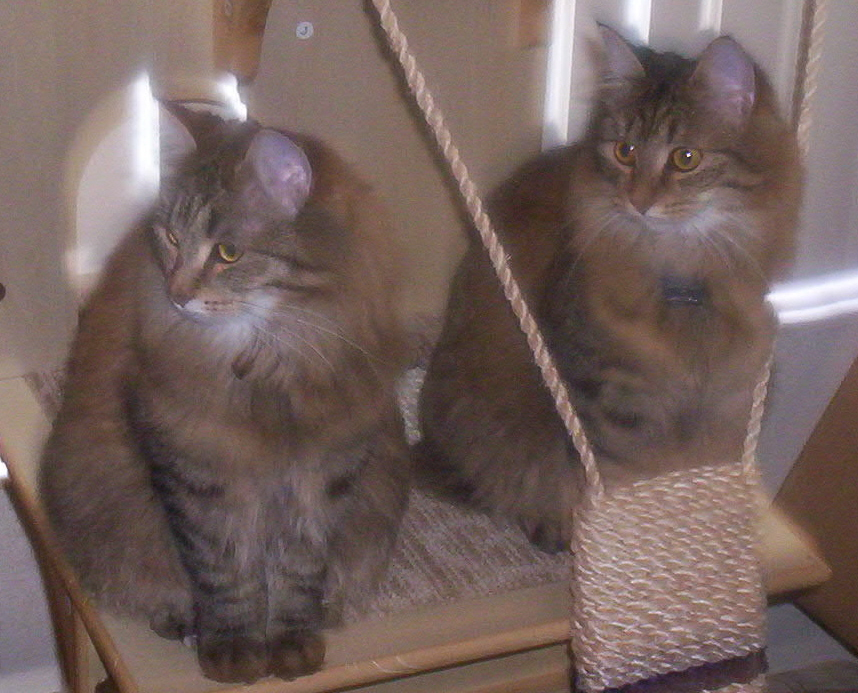
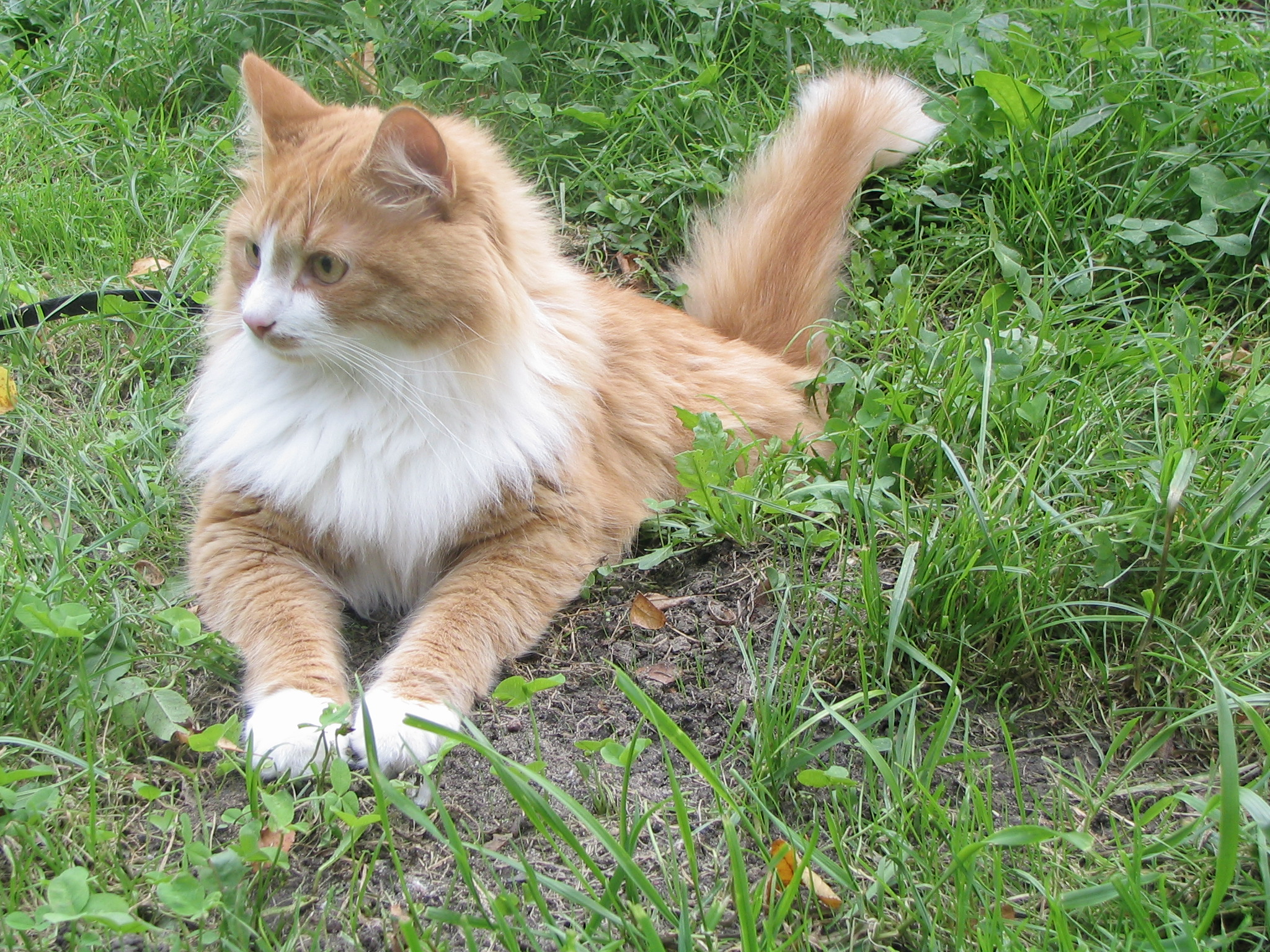
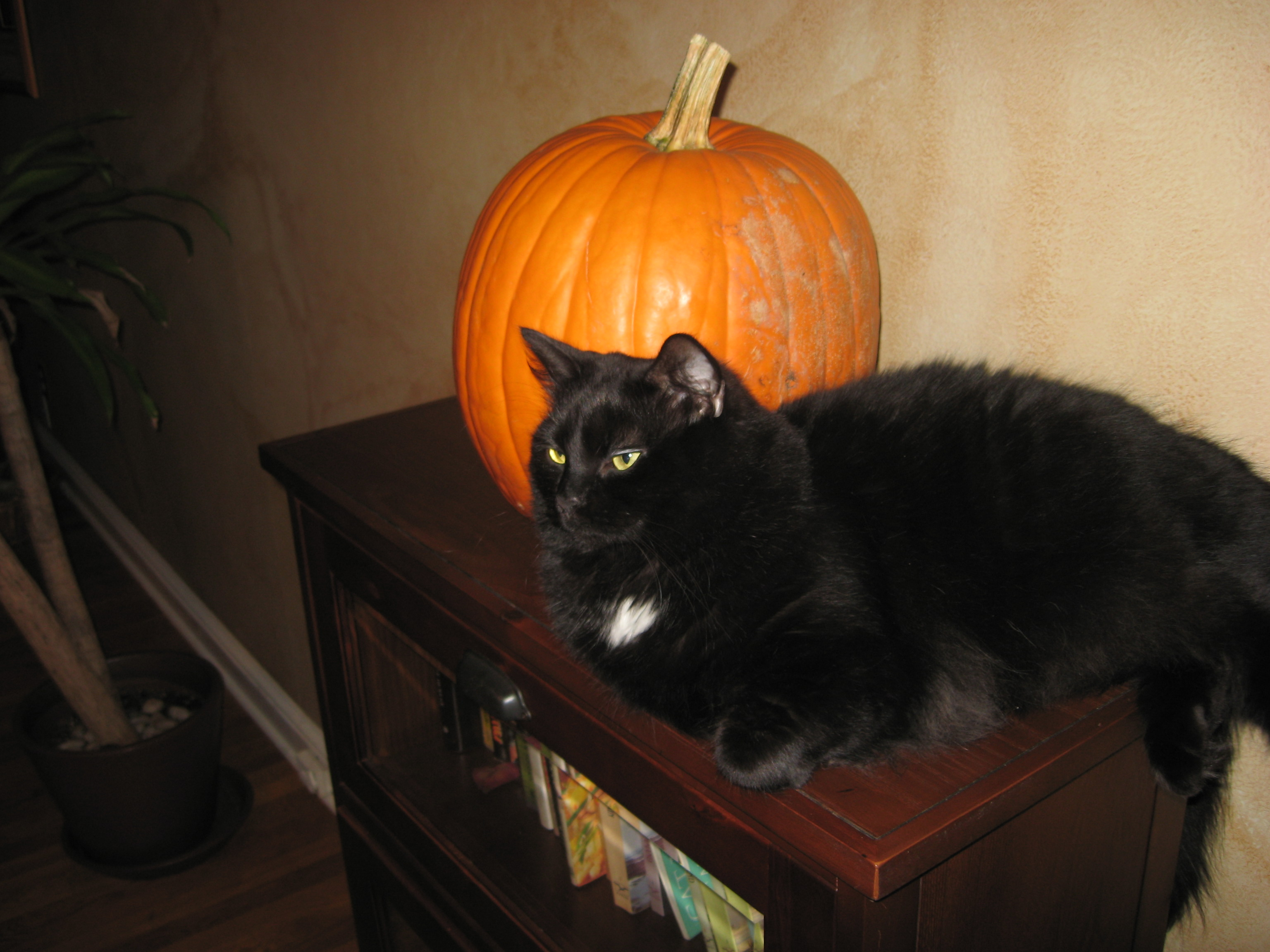
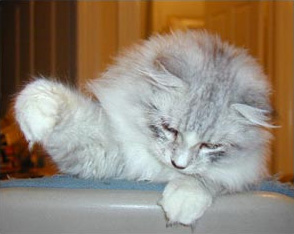
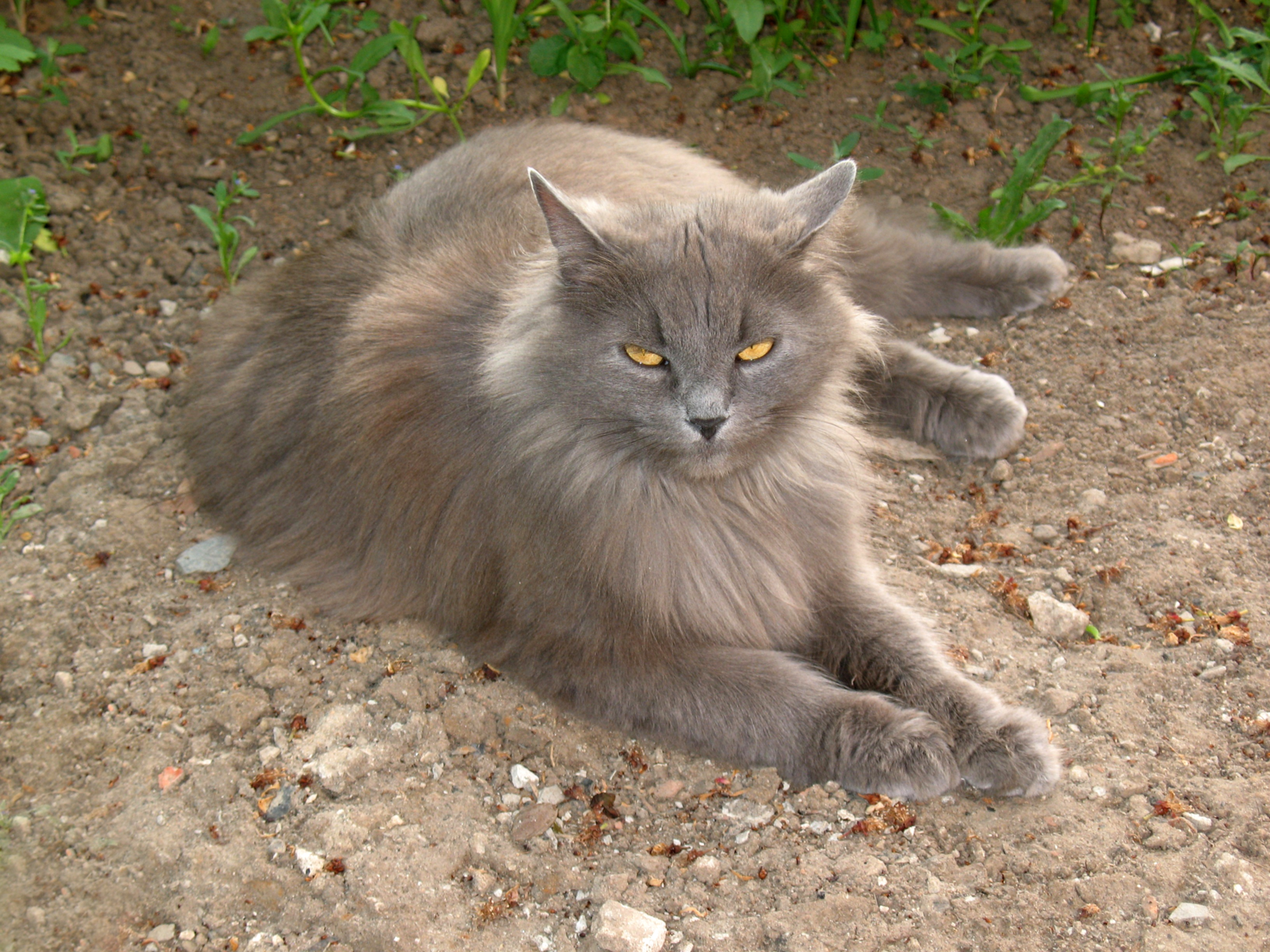
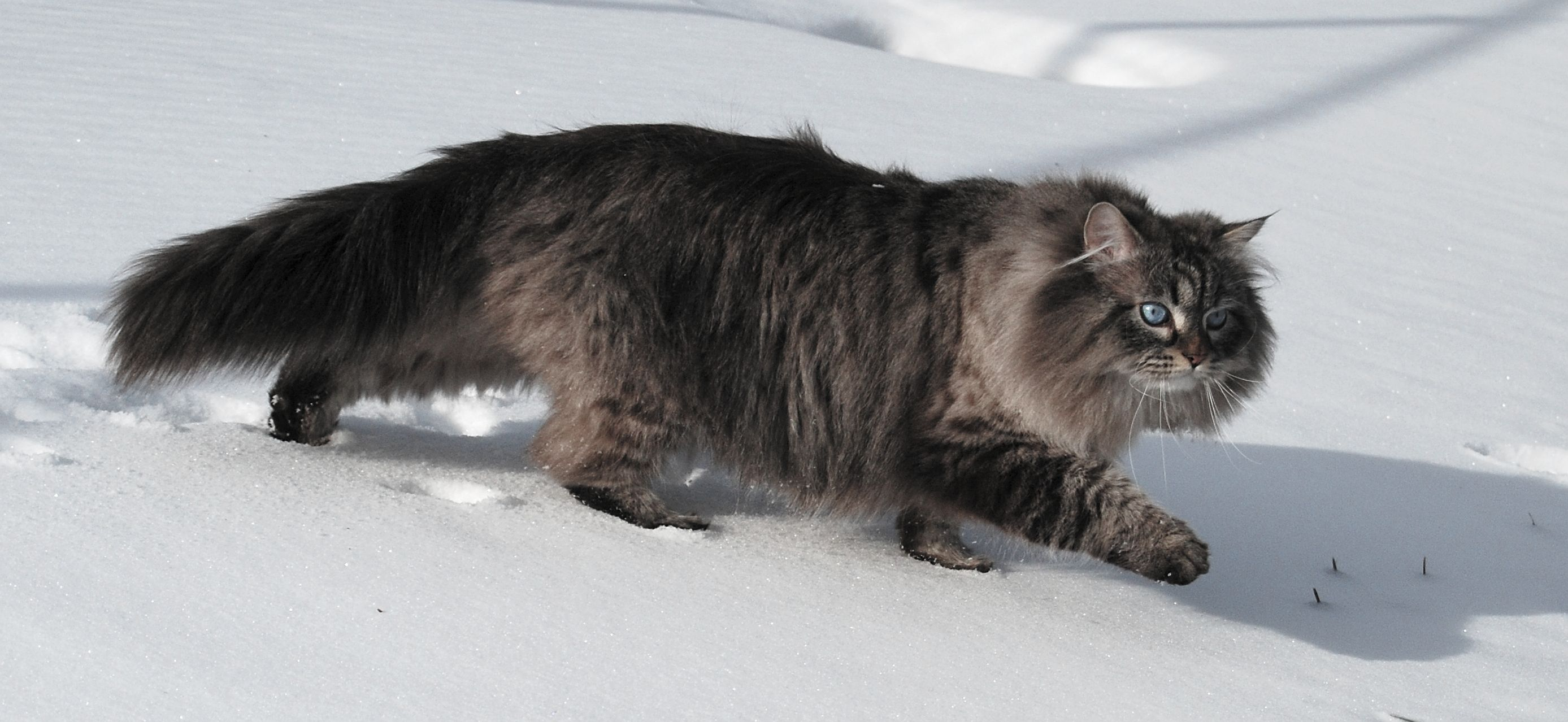